# The Music Man
The Musican Man (bra: Vendedor de Ilusões; prt: O Homem da Música), também chamado de Meredith Willson's The Music Man, é um filme estadunidense de 1962, do gênero comédia romântico-musical, dirigido por Morton DaCosta, com roteiro de Marion Hargrove e Meredith Willson baseado no libreto de Meredith Wilson.

## Sinopse
Harold Hill, um professor de música e vendedor de instrumentos musicais, convence os habitantes da pequena cidade de River City, Iowa, a comprarem instrumentos musicais e uniformes para seus filhos formarem uma banda musical.

## Elenco
- Robert Preston....Harold Hill
- Shirley Jones....Marian Paroo
- Buddy Hackett....Marcellus Washburn
- Hermione Gingold....Eulalie Mackechnie Shinn
- Paul Ford....Mayor George Shinn
- Pert Kelton....Mrs. Paroo
- Timmy Everett....Tommy Djilas
- Susan Luckey....Zaneeta Shinn
- Ron Howard....Winthrop Paroo (como Ronny Howard)
- Harry Hickox....Charlie Cowell
- Charles Lane....comissário Locke
- Mary Wickes....Mrs. Squires
- Sara Seegar....Maud Dunlop
- Adnia Rice....Alma Hix
- Peggy Mondo....Ethel Toffelmier

## Prêmios e indicações
| Prêmio             | Categoria                         | Recipiente                         | Resultado |
| ------------------ | --------------------------------- | ---------------------------------- | --------- |
| Oscar 1963         | Melhor trilha sonora adaptada     | Ray Heindorf                       | Venceu    |
| Oscar 1963         | Melhor direção de arte            | Paul Groesse, George James Hopkins | Indicado  |
| Oscar 1963         | Melhor figurino                   | Dorothy Jeakins                    | Indicado  |
| Oscar 1963         | Melhor edição                     | William Ziegler                    | Indicado  |
| Oscar 1963         | Melhor filme                      | Morton Da Costa (prod.)            | Indicado  |
| Oscar 1963         | Melhor som                        | George R. Groves                   | Indicado  |
| Globo de Ouro 1963 | Melhor filme - comédia ou musical | Morton Da Costa (prod.)            | Venceu    |
| Globo de Ouro 1963 | Melhor atriz - comédia ou musical | Shirley Jones                      | Indicado  |
| Globo de Ouro 1963 | Melhor ator - comédia ou musical  | Robert Preston                     | Indicado  |
| Globo de Ouro 1963 | Melhor atriz coadjuvante          | Hermione Gingold                   | Indicado  |
| Globo de Ouro 1963 | Melhor direção                    | Morton DaCosta                     | Indicado  |
| Globo de Ouro 1963 | Melhor trilha sonora              | Meredith Willson                   | Indicado  |